# Saint-Masmes
Saint-Masmes é uma comuna francesa na região administrativa do Grande Leste, no departamento de Marne. Estende-se por uma área de 6.58 km², e possui 472 habitantes, segundo o censo de 2018, com uma densidade de 72 hab/km².